# Аускултация
Аускултация (от латински: auscultare – „слушам“) или преслушване е медицински физикален метод за регистриране на звуковите явления, които се зараждат в телата на хората и животните. Аускултацията може да бъде директна и индиректна.

## Исторически сведения
За първи път за аускултация се споменава в трудовете на Хипократ. Той посочва указания за триене на плеврата, влажни хрипове на белия дроб, пляскащи шумове в гръдната кухина. През 2 век пр.н.е. аускултация на сърце за пръв път е извършена от древногръцкия лекар Аретей.
Откривател на диагностичната аускултация през 1819 г. и наложил метода е френския лекар Рене Лаенек. През тази година той издава труд, в който дава названия на основните феномени доловими при аускултация – шумове, хрипове, крепитация.
За първи път във ветеринарномедицинската практика аускултацията е въведена от френските лекари Dupug и Defalond, и от немските Roll и Dickerhold, а Гьотце въвежда стетоскопа.

## Методи на аускултация

### Директна (непосредствена)
При директната аускултация лекарят доближава или допира ухото си до тялото на болния. Днес този метод почти не се практикува и по-скоро се споменава като любопитен исторически факт.
Освен че за нея няма нужда от инструмент и може да се прилага при всякакви ситуации, тя има значително повече недостатъци. Такива са невъзможността за достъпност на метода до някои части на тялото, опасност за лекаря от замърсяване и инфектиране с някои кожни заболявания, от които страда пациента и други.

### Индиректна (инструментална)
Това е основния метод за аускултация, за извършването на който се използва инструмент наречен стетоскоп.

## Принципи
Звуковите явления в човешкото тяло, които са обект на аускултация, са с честота 20 – 2000 Hz. Фунийката на стетоскопа улавя по-добре звуковете с ниска честота, докато мембраната – тези с висока честота.
При аускултация следва да се спазват някои основни принципи, които повишават чувствителността на метода и дават възможност за по-добра диагностика при запазен комфорт на болния:
- Накрайникът на стетоскопа се поставя плътно до кожата, без излишен натиск.
- Накрайникът на стетоскопа трябва да е с температура, която не причинява дискомфорт на болния. Поради тази причина някои стетоскопи имат гумени изолации по металните си части.
- В окосмените части на тялото са възможни добавени шумове, което може да се избегне с овлажняване на кожата или намазването и с неутрален крем.
- Болният трябва да е съблечен, за да се избегнат допир с дрехите и добавени шумове.
- Лекарят застава от страната на зоната на аускултация. Противното води до евентуален допир на гумените маркучи с кожата и добавени шумове.
- Помещението, в което се извършва аускултация следва да е затоплено и възможно най-тихо.

Аускултацията е метод, чрез който могат да се регистрират звукови явления от всякакво естество. В практиката най-честото приложение на аускултацията е при физикалното изследване на белите дробове и сърцето, но чрез този метод могат да се преслушат големите кръвоносни съдове и чревната перисталтика.